# Nausorixipha
Nausorixipha is een geslacht van rechtvleugeligen uit de familie krekels (Gryllidae). De wetenschappelijke naam van dit geslacht is voor het eerst geldig gepubliceerd in 2007 door Otte & Cowper.

## Soorten
Het geslacht Nausorixipha omvat de volgende soorten:
- Nausorixipha dogotuki Otte & Cowper, 2007
- Nausorixipha euthetos Otte & Cowper, 2007
- Nausorixipha fulva Brunner von Wattenwyl, 1878
- Nausorixipha nakubalevu Otte & Cowper, 2007
- Nausorixipha navai Otte & Cowper, 2007
- Nausorixipha viti Otte & Cowper, 2007